# Grünflügel-Trompetervogel
Der Grünflügel-Trompetervogel (Psophia viridis), auch Grünrücken-Trompetervogel genannt,  ist ein 46 bis 53 Zentimeter großer Vertreter aus der Familie der Trompetervögel.

## Aussehen
Diese Tiere haben ein schwarzes Gefieder bis auf die namensgebenden breiten, grünen Flügel. Sehr auffällig ist das metallisch blau glänzende Brustgefieder. Der Schnabel ist grau oder schwarz. Die kräftigen Beine sind grau. Im Gefieder unterscheiden sich die Geschlechter nicht voneinander, wobei die Männchen etwas größer sind als die Weibchen. Das Gewicht der Einzeltiere beträgt zwischen 1 und 1,5 Kilogramm.

## Verbreitung und Lebensraum
Diese Art kommt in Brasilien im südlichen Amazonasgebiet und dem äußersten Nordosten von Bolivien vor.

## Lebensweise
Sie ernähren sich von Insekten und Fallobst, welches meist von Affen aus höheren Baumetagen fallengelassen worden ist. Obwohl sie gut fliegen können, laufen sie bei Gefahr lieber dem Angreifer am Boden davon. Zudem sind sie gute Schwimmer. Sie ziehen in kleineren Gruppen, mit einem Anführer, auf der Suche nach Nahrung und Wasser durch den Regenwald. Die Lebenserwartung beträgt ungefähr 10 Jahre.

## Fortpflanzung
Das Nest wird in einer Baumhöhle oder in der Krone von Palmen angelegt. Es werden meist 2–5 weiße, mit einer rauen Schale versehene Eier abgelegt. Nach dem Schlupf gehen die Jungen sofort selbständig auf Nahrungssuche.

## Gefährdung und Schutzmaßnahmen
Der Grünflügel-Trompetervogel wird von der IUCN als (Vulnerable) gefährdet einstuft. Die Gründe hierfür sind der Holzeinschlag, die Umwandlung ihres Lebensraumes in landwirtschaftliche Flächen sowie die Ausweitung menschlicher Siedlungen. Daneben wird diese Art auch bejagt. Auf menschliche Störungen reagieren sie sehr empfindlich und ziehen sich in noch vom Menschen unberührte Teile des Waldes zurück. Zum Schutz der Art wurden mehrere Schutzgebiete in ihrem natürlichen Lebensraum angelegt.

## Nutzung
Die Einheimischen der Gegend halten sich diese Tiere als Haustiere. Zudem warnen sie mit sehr schrillen Rufen vor Gefahren wie wilden Tieren.